# Władysław Zawadzki (lekarz)
Władysław Stanisław Światopełk-Zawadzki (ur. 21 marca 1858, zm. 1 lutego 1931) – polski lekarz, doktor medycyny, działacz na rzecz wychowania fizycznego.

## Życiorys
Urodził się 21 marca 1858. Syn Ludwika (1832-1892) i Barbary z domu Łaskiej (1820-1862). Został lekarzem ze stopniem doktora. Działał na rzecz wychowania fizycznego. Przed 1914 organizował ogrody Raua w Warszawie. 
Po odzyskaniu przez Polskę niepodległości został referentem wychowania fizycznego w Ministerstwie Zdrowia, a potem w Ministerstwie Wyznań Religijnych i Oświecenia Publicznego. W marcu 1919 zainicjował powołanie I Półrocznego Kursu Wychowania Fizycznego, które po kilku latach w 1924 przekształcono w Państwowy Insytut Wychowania Fizycznego o dwuletnim czasookresie studiów, a dr Zawadzki został mianowany dyrektorem. Od początku PIWF mieścił się na Agrykoli, w 1928 w Ogrodzie Saskim, w 1929 siedziba miała zostać przeniesiona do gmachu na Bielanach, Instytut miał być przemianowany na Centralny (przy czym nadal pozostać placówką państwową).
Autor wielu artykułów w dziedziny, której był oddany. Był członkiem komitetu redakcyjnego dwutygodnika „Zdrowie” (organ Warszawskiego Towarzystwa Higienicznego). Należał do Stowarzyszenia Lekarzy Polskich.
Był żonaty z Elodią z domu (zm. 1911). Zmarł 1 lutego 1931. Został pochowany w grobowcu rodzinnym na Cmentarzu Powązkowskim w Warszawie.